# Ozark (Arkansas)
Ozark és una població dels Estats Units a l'estat d'Arkansas. Segons el cens del 2000 tenia 3.525 habitants.

## Demografia
Segons el cens del 2000, Ozark tenia 3.525 habitants, 1.453 habitatges, i 940 famílies. La densitat de població era de 189,8 habitants/km².
Dels 1.453 habitatges en un 31,5% hi vivien nens de menys de 18 anys, en un 47,2% hi vivien parelles casades, en un 13,1% dones solteres, i en un 35,3% no eren unitats familiars. En el 31,2% dels habitatges hi vivien persones soles el 18,4% de les quals corresponia a persones de 65 anys o més que vivien soles. El nombre mitjà de persones vivint en cada habitatge era de 2,33 i el nombre mitjà de persones que vivien en cada família era de 2,91.
Per edats la població es repartia de la següent manera: un 25,2% tenia menys de 18 anys, un 8,3% entre 18 i 24, un 25,4% entre 25 i 44, un 19,7% de 45 a 60 i un 21,4% 65 anys o més.
L'edat mediana era de 38 anys. Per cada 100 dones de 18 o més anys hi havia 80,6 homes.
La renda mediana per habitatge era de 26.057 $ i la renda mediana per família de 31.537 $. Els homes tenien una renda mediana de 25.409 $ mentre que les dones 17.353 $. La renda per capita de la població era de 12.583 $. Entorn del 17,9% de les famílies i el 21,6% de la població estaven per davall del llindar de pobresa.

## Poblacions més properes
El següent diagrama mostra les poblacions més properes.